# Haji Bektash Veli
Haji Bektash Veli eller Hajji Bektash Wali (persiska:  حاجی بکتاش ولی Ḥājī Baktāš Walī; turkiska: Hacı Bektaş Veli) var en muslimsk mystiker och humanist från Nishapur, Khorasan, Persien som levde och verkade omkring 1209 till 1271 i Anatolien. Han är ihågkommen bland annat på grund av den influens han hade på de turkiska nomaderna från Mindre Asien.